# Liste der Biografien/Kos
Liste der Biografien |
Portal Biografien |
Personensuche
# |
A |
B |
C |
D |
E |
F |
G |
H |
I |
J |
K |
L |
M |
N |
O |
P |
Q |
R |
S |
T |
U |
V |
W |
X |
Y |
Z |
?
 
Ka |
Kb |
Kc |
Kd |
Ke |
Kf |
Kg |
Kh |
Ki |
Kj |
Kl |
Km |
Kn |
Ko |
Kp |
Kr |
Ks |
Kt |
Ku |
Kv |
Kw |
Ky |
Kx |
Kz
 
Koa |
Kob |
Koc |
Kod |
Koe |
Kof |
Kog |
Koh |
Koi |
Koj |
Kok |
Kol |
Kom |
Kon |
Koo |
Kop |
Kor |
Kos |
Kot |
Kou |
Kov |
Kow |
Kox |
Koy |
Koz
 
Kosa |
Kosb |
Kosc |
Kose |
Kosg |
Kosh |
Kosi |
Kosj |
Kosk |
Kosl |
Kosm |
Kosn |
Koso |
Kosp |
Koss |
Kost |
Kosu |
Kosv |
Kosy |
Kosz
Die Liste der Biografien führt alle Personen auf, die in der deutschsprachigen Wikipedia einen Artikel haben. Dieses ist eine Teilliste mit 31 Einträgen von Personen, deren Namen mit den Buchstaben „Kos“ beginnt.

## Kos
- Kos Marko, Marta (* 1965), slowenische Diplomatin und PolitikerinMarta Kos Marko (* 1965)

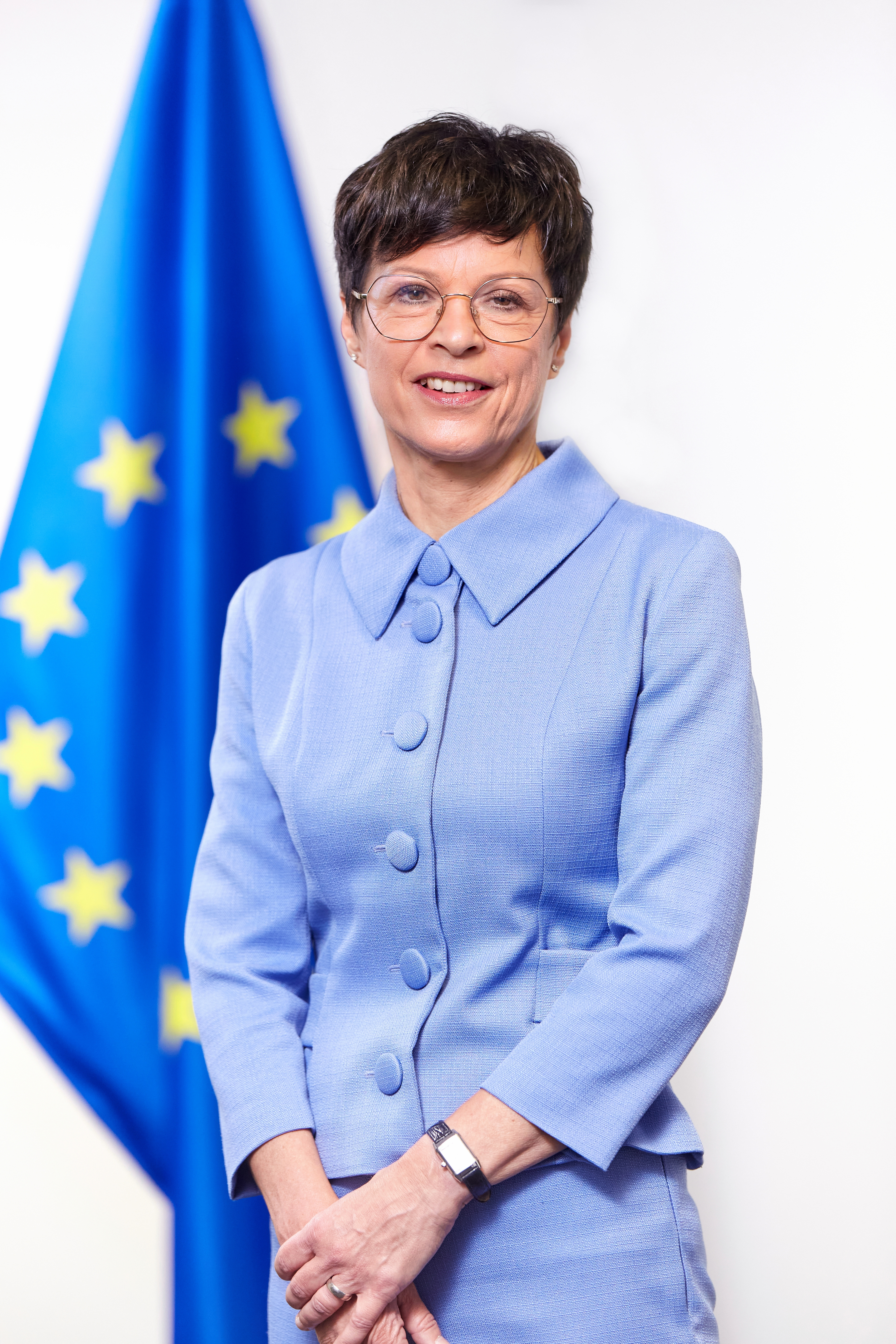
Marta Kos Marko (* 1965)

- Kos, Anđelko (* 1969), jugoslawischer Kinderschauspieler
- Kos, Bohdan (* 1941), polnischer Lyriker, Philosoph, Herausgeber und Physiker
- Kos, Ćiril (1919–2003), kroatischer Geistlicher, Bischof von Đakovo und Syrmien
- Kos, Dejan (* 1990), slowenischer Fußball- und Futsalspieler
- Kos, Elmar (* 1960), deutscher römisch-katholischer Theologe
- Koš, Erih (1913–2010), jugoslawischer bzw. serbischer Schriftsteller
- Kos, Evelina (* 1996), slowenische Fußballspielerin
- Kós, Hubert (* 2003), ungarischer Schwimmer
- Kos, Igor (* 1978), kroatischer Handballspieler
- Kos, Lana (* 1984), kroatische Opernsängerin der Stimmlage Sopran
- Kos, Liza (* 1981), russisch-deutsche Komikerin, Kabarettin und Songwriterin
- Kos, Lovro (* 1999), slowenischer Skispringer
- Kos, Marije (* 1977), niederländische Skeletonsportlerin
- Kos, Michael (* 1963), österreichischer Künstler und Schriftsteller
- Kos, Miloš (* 2002), bosnisch-serbischer Handballspieler
- Kos, Mirko (* 1997), österreichischer Fußballspieler
- Kos, Patrick (* 1986), niederländischer Radrennfahrer
- Kos, Pedro, brasilianischer Filmregisseur und Drehbuchautor
- Kos, René (* 1955), niederländischer Radrennfahrer
- Kos, Sibylle (* 1960), österreichische Schauspielerin
- Kos, Tomáš (* 1967), tschechoslowakischer beziehungsweise tschechischer Biathlet
- Kos, Tomasz (* 1974), polnischer Fußballspieler
- Kos, Tonia (* 1942), deutsche Künstlerin
- Kos, Vinko (1914–1945), kroatischer Schriftsteller
- Kos, Wilhelm (1910–1995), österreichischer SS-Obersturmbannführer und Politiker, Abgeordneter zum österreichischen Nationalrat
- Kos, Wim (1904–1930), niederländischer Eisschnellläufer
- Kos, Wolfgang (* 1949), österreichischer Journalist und HistorikerWolfgang Kos (* 1949)

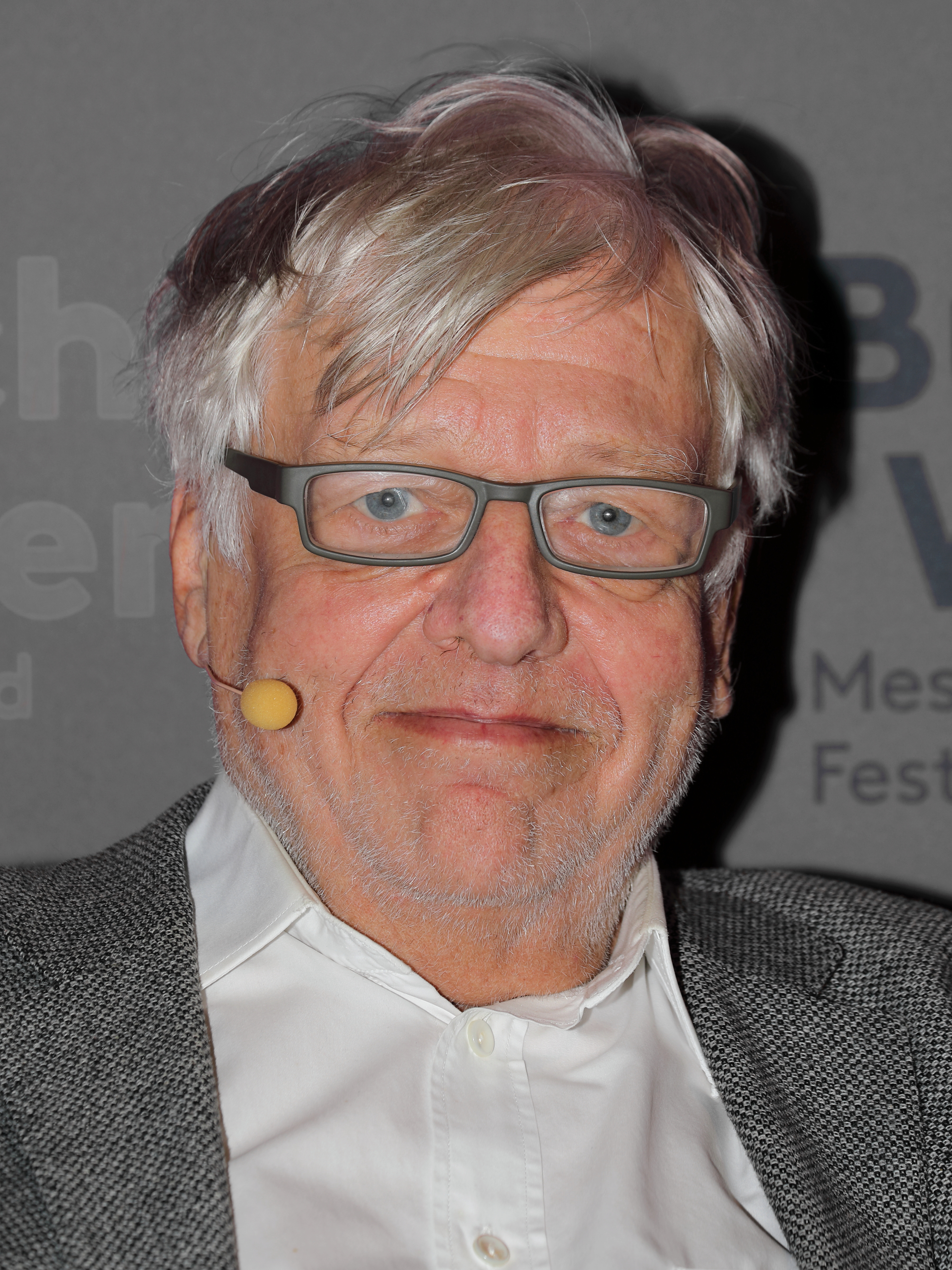
Wolfgang Kos (* 1949)

- Kos, Zdeněk (* 1951), tschechoslowakischer Basketballspieler und -trainer
- Kos-Anatolskyj, Anatolij (1909–1983), ukrainischer Komponist
- Kos-Krauze, Joanna (* 1972), polnische Filmregisseurin und Drehbuchautorin